# Абтльобніц
Абтльобніц (нім. Abtlöbnitz) — комуна в Німеччині, в землі Саксонія-Ангальт.
Входить до складу району Бургенланд. Підпорядковується управлінню Бад Кезен. Населення становить 153 людини (на 31 грудня 2006 року). Займає площу 4,26 км². Офіційний код — 15 2 56 001.